# Joekagierenplateau
Het Joekagierenplateau (Russisch: Юкагирское плоскогорье; Joekagirskoje ploskogorje) is een hoogvlakte in het Oost-Siberisch Bergland (Rusland).

## Geografie
Ten noorden en ten zuiden van de Noordpoolcirkel gelegen, in het uiterste oosten van Jakoetië en het noordwesten van de oblast Magadan, grenst het plateau in het noorden aan het Oost-Siberisch Laagland. In het oosten en het zuiden vormt de Omolon de grens met het Kolymagebergte, in het westen wordt het Joekagierenplateau van het Momagebergte gescheiden door de Kolyma. Het ligt ook in het stroombekken van de Omolon en de Kolyma die beiden in de Noordelijke IJszee uitmonden. 
Het grootste deel van het plateau ligt tussen 300 en 700 meter. Sommige delen gaat toch boven de 1000 meter met als hoogste berg de Tsjoeboekoelach (Чубукулах) met de 1128 meter.

## Geologie
Het noordelijkste deel van het Joekagierenplateau bestaat uit mesozoïsch vulkaangesteente, het zuidelijk deel uit Precambrische en Paleozoïsche alsook Trias-afzettingen. 

## Flora
Tot een hoogte van 400-600 meter staan lorken, hoger alpenden en toendra.

## Bevolking
Het Joekagierenplateau is een van de woongebieden van het kleine paleosiberische volk de Joekagieren, waar het plateau ook naar vernoemd werd.